# Список национальных побережий США
Ниже представлен список природоохранных зон США, имеющих статус «Национальное морское побережье» (10 объектов) и «Национальное озёрное побережье» (4 объекта). Управление над всеми четырнадцатью территориями осуществляется Службой национальных парков США. Все побережья получили статус охраняемых природных территорий между 1953 и 1975 годами. Их общая площадь составляет 3324 км².

## Национальные морские побережья
Девять из них находятся на берегу Атлантического океана, одно — на берегу Тихого.
| Название          | Штат                | Площадь, км² | Год основания | Фото       | Доп. информация | Ссылки   |
| ----------------- | ------------------- | ------------ | ------------- | ---------- | --- | -------- |
| Ассатиг-Айленд    | Мэриленд · Виргиния | 160,8        | 1965          | (ещё фото) | Находится на одноимённом острове. | оф. сайт |
| Канаверал         | Флорида             | 233,4        | 1975          | (ещё фото) | Самое недавно образованное «национальное побережье». | оф. сайт |
| Кейп-Код          | Массачусетс         | 176,5        | 1961          | (ещё фото) | Расположено на одноимённом полуострове. Маяк Хайленд, работающий с 1857 года. | оф. сайт |
| Кейп-Хаттерас     | Северная Каролина   | 122,8        | 1953          | (ещё фото) | Самое старое «национальное побережье». Находится на Внешних отмелях. Маяк острова Боди, маяк мыса Хаттерас.                                                                                         | оф. сайт |
| Кейп-Лукаут       | Северная Каролина   | 114,3        | 1966          | (ещё фото) | Находится на Внешних отмелях. Маяк мыса Лукаут. | оф. сайт |
| Камберленд-Айленд | Джорджия            | 147,4        | 1972          | (ещё фото) | Находится на одноимённом острове. Два исторических особняка, африканская баптистская церковь, музей.                                                                                                | оф. сайт |
| Файр-Айленд       | Нью-Йорк            | 79,2         | 1964          | (ещё фото) | Находится на одноимённом острове. Маяк острова Файр. | оф. сайт |
| Галф-Айлендс      | Флорида · Миссисипи | 548,2        | 1971          | (ещё фото) | Самое большое по площади «национальное побережье». Семь крупных островов, на которых стоят четыре исторических форта, построенные испанцами, англичанами и американцами во время Гражданской войны. | оф. сайт |
| Падре-Айленд      | Техас               | 527,8        | 1962          | (ещё фото) | Расположено на одноимённом острове. Большая популяция исчезающей атлантической ридлеи. | оф. сайт |
| Пойнт-Рейес       | Калифорния          | 287,4        | 1962          | (ещё фото) | Расположено на одноимённом полуострове. Единственное «национальное побережье» на Тихом океане. Маяк Пойнт-Рейес, историческая спасательная станция.                                                 | оф. сайт |

## Национальные озёрные побережья
Все находятся на берегах двух Великих озёр: Мичиган и Верхнее
| Название          | Штат, озеро             | Площадь, км² | Год основания | Фото       | Доп. информация | Ссылки   |
| ----------------- | ----------------------- | ------------ | ------------- | ---------- | --- | -------- |
| Апосл-Айлендс     | Висконсин · оз. Верхнее | 280,7        | 1970          | (ещё фото) | Занимает 21 из 22 островов одноимённого архипелага. Крайняя северная точка штата Висконсин. Несколько исторических маяков, морские пещеры острова Дьявола. | оф. сайт |
| Индиана-Дьюнс     | Индиана · оз. Мичиган   | 61           | 1966          | (ещё фото) | Самое маленькое «национальное побережье». | оф. сайт |
| Пикчаред-Рокс     | Мичиган · оз. Верхнее   | 296,4        | 1966          | (ещё фото) | Водопады, маяки, морские пещеры, разноцветные скалы, как явствует из названия.                                                                             | оф. сайт |
| Слипинг-Бэр-Дьюнс | Мичиган · оз. Мичиган   | 288,1        | 1970          | (ещё фото) | Дословно название побережья переводится как Дюны Спящего Медведя.                                                                                          | оф. сайт |